# Taichi Yamada
Taichi Yamada  (japanisch 山田 太一, Yamada Taichi, wirklicher Name: Ishikawa Taichi, 石坂 太一; * 6. Juni 1934 in Taitō, Präfektur Tokio; † 29. November 2023) war ein japanischer Schriftsteller und Drehbuchautor.
Yamada studierte japanische Sprache und Literatur an der pädagogischen Fakultät der Waseda-Universität. Nach dem Abschluss 1958 wurde er Assistent des Regisseurs Keisuke Kinoshita bei den Shōchiku-Filmstudios. 1965 verließ er Shōchiku und etablierte sich als freier Drehbuchautor.
In den Folgejahren verfasste er Drehbücher für zahlreiche Fernsehfilme und -serien, von denen um die dreißig mit Preisen ausgezeichnet wurden; zudem Drehbücher zu einem Dutzend Spielfilmen, mehrere Romane sowie zehn Essaybände. 1984 erhielt er den Preis des Erziehungsministers für den Film Nagaraeba (ながらえば) sowie den Kikuchi-Kan-Preis, 1985 den Mukuda-Kuniko-Preis für Nihon no Omokage (日本の面影). 1987 war er für den Japanese Academy Award für das beste Drehbuch nominiert. Im Folgejahr erhielt er den Yamamoto Shūgorō Preis. Für den Film Shōnen Jidai (少年時代, etwa „Kindheit“) wurde er 1992 mit dem Mainichi-Kunstpreis ausgezeichnet.

## Werke (Auswahl)
- 1985 Tobu yume o shibaraku minai (飛ぶ夢をしばらく見ない)
  - dt. „Lange habe ich nicht vom Fliegen geträumt“, übersetzt von Ursula Gräfe und Kimiko Nakayama-Ziegler, Goldmann, München, 2008, ISBN 978-3-442-31093-7.
- 1987 Ijintachi to no natsu (異人たちとの夏)
  - dt. „Sommer mit Fremden“, übersetzt von Ursula Gräfe und Kimiko Nakayama-Ziegler, Goldmann, München 2007, ISBN 978-3-442-31092-0.
- 1989 Toku no koe wo Sagashite
  - dt. Auf der Suche nach einer fernen Stimme, übersetzt von Ursula Gräfe und Kimiko Nakayama-Ziegler, Goldmann, München 2010, ISBN 978-3-442-47397-7.

## Weblink
- Homepage von Taichi Yamada (mit Werkverzeichnis)